# Port lotniczy Vunisea
Port lotniczy Vunisea (IATA: KDV, ICAO: NFKD) – port lotniczy położony na wyspie Kadavu, należącej do Fidżi.